# Barsa (Burkina Faso)
Barsa est une localité du département du Guibaré, dans la province du Bam, dans le Centre-Nord, au Burkina Faso. 

## Population
Lors du recensement de 2006, on y a dénombré 676 habitants.